# Старокрайчиково
Старокра́йчиково — село в Первомайском районе Алтайского края России. Входит в состав Акуловского сельсовета.

## История
Деревня Старо-Крайчикова находилась в составе Барнаульского округа Боровлянской волости, образованной как слобода в 1783 году из отдельных поселений Белоярской и Бердской слобод в ходе реформ 1779—1783 годов. В 1797 году слобода была переименована в волость. Сохранились фамилии старожилов деревни Старо-Крайчиковой: Исаков, Калпаков, Григорьев, Иванов, Никитин, Таловской, Ударцов, Третьяков. В деревне в 1909 году засвидетельствовано маслодельное производство Крупина Григория Кузьмича и 5 хозяйств, имеющих сельскохозяйственную машину (молотилку, жатку или сноповязалку). Сведения о деревне Старо-Крайчиковой на реке Чумыш есть в «Списке населённых мест Сибирского края (округа Юго-Западной Сибири)», где она обозначена также как деревня Грачёва, основанная в 1756 году. В селе был сельский совет, одна лавка, отделение почты и школа.

## География
Село находится на севере Первомайского района, в среднем течении реки Чумыш, притоке Оби.
Климат
Климат села соответствует климатической зоне Первомайского района: резко континентальный с коротким и жарким летом, когда температура в самый жаркий месяц, июль, может подниматься до +30° С и выше, продолжительная морозная зима с понижением атмосферных температур до минус 30°С. Преобладающие ветра имеют, в основном, юго-западное направление. Влажность воздуха зимой доходит до 76 %, летом — 68 — 70 %. Основное количество осадков выпадает в летнее время.
Уличная сеть
В селе 4 улицы: Зелёная, Набережная, Подгорная и Центральная.
Расстояние до
- районного центра Новоалтайск 55 км;
- областного центра Барнаул 61 км.

Ближайшие населённые пункты
Инюшово 2 км, Шадринцево 6 км, Митюшово 6 км, Акулово 7 км, Северный 10 км, Новотроицк 10 км, Выползово 12 км, Пурысево 12 км, Новокраюшкино 14 км, Луговое 15 км, Лебяжье 17 км, Первомайское 21 км, Таловка 21 км.

## Население
| 1926 | 1997 | 1998 | 1999 | 2000 | 2001 | 2002 |
| ---- | ---- | ---- | ---- | ---- | ---- | ---- |
| 1248 | ↘235 | ↗240 | ↘223 | ↘217 | ↘199 | ↘172 |
| 2003 | 2004 | 2005 | 2006 | 2007 | 2008 | 2009 |
| ↘166 | ↘159 | ↘158 | ↗179 | ↘170 | ↗180 | →180 |
| 2010 | 2011 | 2012 | 2013 |      |      |      |
| ↗186 | ↗187 | ↘175 | ↘168 |      |      |      |

## Инфраструктура
В селе работает компания ООО «Агролес», жители содержат домашний скот, ведут натуральное хозяйство. Школа закрыта в связи с малочисленностью населения, почтовое отделение, обслуживающее жителей села Старокрайчиково, находится в административном центре Акулово.
Транспорт
От автодороги 01К-04 «Алтай—Кузбасс» к селу Старокрайчиково ведёт просёлочная дорога. Маршрут Барнаул-Старокрайчиково был закрыт в 2018 году из-за нерентабельности.
Ближайшая железнодорожная станция Алтайская находится в Новоалтайске.